# 2020年香港立法会選挙
2020年香港立法会選挙（2020ねんほんこんりっぽうかいせんきょ、中国語: 2020年香港立法會換屆選舉、英語: 2020 Hong Kong Legislative Council General Election）は、香港立法会の第7期議員を選出するために2020年9月6日に投票が予定されている選挙である。
定数70（任期4年）のうち、35議席が地域別選挙区の直接選挙で、残る35議席が業界別の職能団体によって選ばれる。

## 概要
本来ならば2020年9月6日の執行が予定されていた。選挙に先立つ2020年6月、香港での反政府的な動きを取り締まる香港特別行政区国家安全維持法が施行された。今回の選挙は、同法が施行されてから香港では初の選挙となり、民主派候補の出馬を認めなかったり、当選しても議員資格を剥奪されるなど、民主派への圧力がより一層強まることが懸念された。2020年7月11日～7月12日には、民主派は候補者絞りを目的に予備選挙を執行した。
こうした中、林鄭月娥行政長官は7月31日、新型コロナウイルス感染症の影響を考慮することを理由に、緊急状況規則条例を適応して選挙を1年間延期し、2021年9月5日に執行するとと発表した。しかしこの延期には香港の法曹界からは違法との指摘も出ている。